# Carex jubozanensis
Espèce
Classification phylogénétique
Carex jubozanensis est une espèce des plantes du genre Carex et de la famille des Cyperaceae.